# Egy-Tech Engineering
Egy-Tech Engineering (ايجى تك en árabe) es un fabricante de automóviles con sede en El Cairo, Egipto. La empresa está especializada en la fabricación de vehículos de tres ruedas para vehículos de ciudad y autorickshaws. La compañía fue fundada en 1997.
Desde enero de 2010, la compañía ofrece los dos modelos de coches Egy-Tech Maestro y Egy-Tech Micro. Ambos modelos están disponibles con la misma gama de motores. El motor más pequeño tiene una capacidad de 150cc (8.7 kW, 11.7 hp), el del medio tiene 175cc con una potencia de 9.8 kW (13.1 hp). El tercer motor que se ofrece es una versión de 200cc que tiene una potencia de 10.2 kW (13.7 hp), y el más grande actualmente posee una versión de 250cc con una potencia de 11.4 kW (15,3 hp). Los motores son fabricados por la Arab Industrialization Authority. La velocidad máxima alcanzada por los vehículos es de 60 km/h. Los precios van desde 17.450 EGP a 17.490 EGP. Egy-Tech es el primer fabricante de automóviles de utilizar componentes de automóviles únicos hechos en Egipto.